# Runaway (Del Shannon)
Runaway è la più famosa canzone di Del Shannon. Composta da Shannon e Max Crook fu pubblicata come singolo nel 1961, divenne un successo internazionale, salì al numero uno della Billboard Hot 100. Si trova alla posizione 472 della Classifica delle 500 migliori canzoni di tutti i tempi redatta dalla rivista statunitense Rolling Stone.

## Registrazione originale
Il cantante e chitarrista Charles Westover e il tastierista Max Crook suonarono insieme come membri dei Charlie Johnson and the Big Little Show Band a Battle Creek, Michigan prima che il loro gruppo ottenesse un contratto nel 1960. Westover per l'occasione si assegnò un nuovo nome, "Del Shannon", e Crook (che è riconosciuto come l'inventore del Musitron), si trasformò in "Maximilian".
Dopo che le loro prime sessioni di registrazione per la Big Top Records a New York si rivelarono un completo fallimento, il loro manager Ollie McLaughlin li persuase di riscrivere e di ri-registrare una delle loro composizioni più vecchie, Little Runaway, in modo tale da far evidenziare il suono strumentale di Crook. Il 24 gennaio 1961 i due registrarono Runaway agli studi di registrazione Bell Sound, insieme a Harry Balk in veste di produttore, a Fred Weinberg come ingegnere del suono e a molti musicisti come Al Caiola, Al Casamenti e Bucky Pizzarelli (alla chitarra), Milt Hinton (al basso) e Joe Benjamin (alla batteria). Dopo una prima prova in La minore Balk consigliò di alzare la tonalità di un semitono portandola in Si bemolle minore. 
Il pezzo fu pubblicato come singolo nel febbraio 1961 e si rivelò un immediato successo. Il 10 aprile di quell'anno, Shannon apparve nel programma di Dick Clark "American Bandstand" che lo aiutò a catapultarsi al primo posto della Billboard, dove rimase per quattro settimane. Due mesi dopo, la stessa cosa accade per la classifica inglese per tre settimane, in Olanda arriva seconda ed in Norvegia quarta. Invece nei grafici R&B, si posizionò al numero tre. The song was #5 on the Billboard Hot 100 Year-End Chart in 1961.
Sfruttando questa enorme notorietà, Shannon re-incise la canzone nel 1967 e la chiamò Runaway '67. Tuttavia, non riuscì a entrare nella Hot 100. 
La canzone fa parte della colonna sonora del film American Graffiti (1973)

## Testo
La storia è narrata dal punto di vista di un uomo la cui amante è improvvisamente fuggita. La cosa strana è che la vicenda è raccontata tutta in terza persona, con la sola eccezione del verso "wishin' you were here by me" ("vorrei che tu fossi qui con me") che è invece alla seconda persona.

## Cover
- The Small Faces pubblicarono una loro cover di Runaway in From the Beginning (1967).
- Elvis Presley fece una cover di Runaway durante il suo concerto tenutosi al International Hotel a Las Vegas nell'Agosto del 1969, poi registrato su On Stage: February 1970. In un'altra esibizione del 26 agosto al Midnight Show, Presley eseguì la canzone per poi far entrare lo stesso Del Shannon nel palco. Questa performance fu poi pubblicata su Collector's Gold. Anni dopo, Shannon raccontò questa storia a Bob Costas durante il suo programma televisivo Later with Bob Costas[6]
- Il 1º dicembre 1970, gli Huddersfield Transit Authority registrarono una loro versione il brano agli Olympic Studios, Barnes, Inghilterra. Tim Rice fu il cantante principale e co-produttore. Fu pubblicata come singolo nel 1972 dalla Polydor 2001-284 nel Regno Unito e dalla (Decca Records, 32956) negli Stati Uniti d'America, ma non si piazzò in nessuna classifica.
- Nel 1972 un medley Runaway/Happy Together fu fatto da Tony Orlando and Dawn, inserito negli album Tuneweaving (Bell 1112 - 1973 U.S. -n. 30 nella Billboard) e Tie A Yellow Ribbon (1973 U.K.) e successivamente pubblicato come singolo negli USA (numero 79 nella Billboard). Era in programma di farlo lanciare anche nel territorio inglese, ma la Bell fece un errore pubblicando al suo posto I Play and Sing. Nel 2013 Ron Browz usò un campionamento di questa composizione per la sua No Games.
- Nel 1974, Dave, un cantante francofono olandese, realizzò una versione francese a 45 giri dal titolo Vanina su testo di Patrick Loiseau (CBS, CBS 2796), inserita nell'album Dave del 1975 (CBS, CBS 80996).
- Nel 1977, Bonnie Raitt incluse una sua cover in stile blues della canzone nel disco Sweet Forgiveness. Più tardi pubblicata come singolo, toccò la posizione 57 della Hot 100.
- Del Shannon ri-registrò il brano sotto forma di tema musicale, cambiandone il testo e sostituendo l'assolo di Musitron con un altro di chitarra elettrica, per la serie televisiva della NBC "Crime Story".
- I Traveling Wilburys pubblicarono una loro cover del pezzo come b-side di She's my Baby. (Il frontman dei Wilbury Tom Petty incluse poi la composizione come lato B della sua hit del 1989 Runnin' Down a Dream)
- I Narvel Felts re-interpretarono la canzone che nel 1978 raggiunse il trentesimo posto della Hot Country Songs charts.[7]
- Una cover dei The Cox Family fu pubblicata come singolo nel 1996 per promuovere l'album di provenienza Just When We're Thinking It's Over. Il singolo però fu commercialmente una delusione. Neanche il videoclip diretto da John Lloyd Miller bastò a renderlo apprezzabile al pubblico.
- Gary Allan si posizionò al numero 74 della Hot Country Songs nel 2000 con una sua versione del brano, che tuttavia non fu mai pubblicata ufficialmente come singolo.[8]
- John Frusciante la reinterpreto dal vivo più volte durante il tour del 2001[9]
- 3 Piece Suite, una band australiana re-interpretò il pezzo nel 2002, toccando la postazione 54 della ARIA charts.
- I Kasabian eseguirono live la canzone durante il Dermot O'Leary Presents the Saturday Sessions 2011.[10]
- Gli Eruption inserirono una loro personale versione della composizione in Fight Fight Fight del 1980.
- I Screeching Weasel pubblicarono nel loro album Boogadaboogadaboogada! del 1988 una cover del pezzo.
- John Frusciante la suonò dal vivo ad Amsterdam nel 2001.[11]
- Los Coronas and Arizona Baby pubblicarono una versione live del brano in Dos Bandas y un Destino.[12]
- I Bayside pubblicarono una loro cover di Runaway nel loro LP del 2012 Covers EP.
- La band viking rock svedese Ultima Thule inserì una propria cover del pezzo in Vikingabalk, pubblicato nel 1996.
- Il gruppo Boston Hardcore Blood for Blood fecero comparire una loro personale versione della canzone nel loro disco del 2004 Serenity.